# Cynanchum toliari
Cynanchum toliari är en oleanderväxtart som beskrevs av Liede och Meve. Cynanchum toliari ingår i släktet Cynanchum och familjen oleanderväxter. Inga underarter finns listade i Catalogue of Life.